# Olmechi

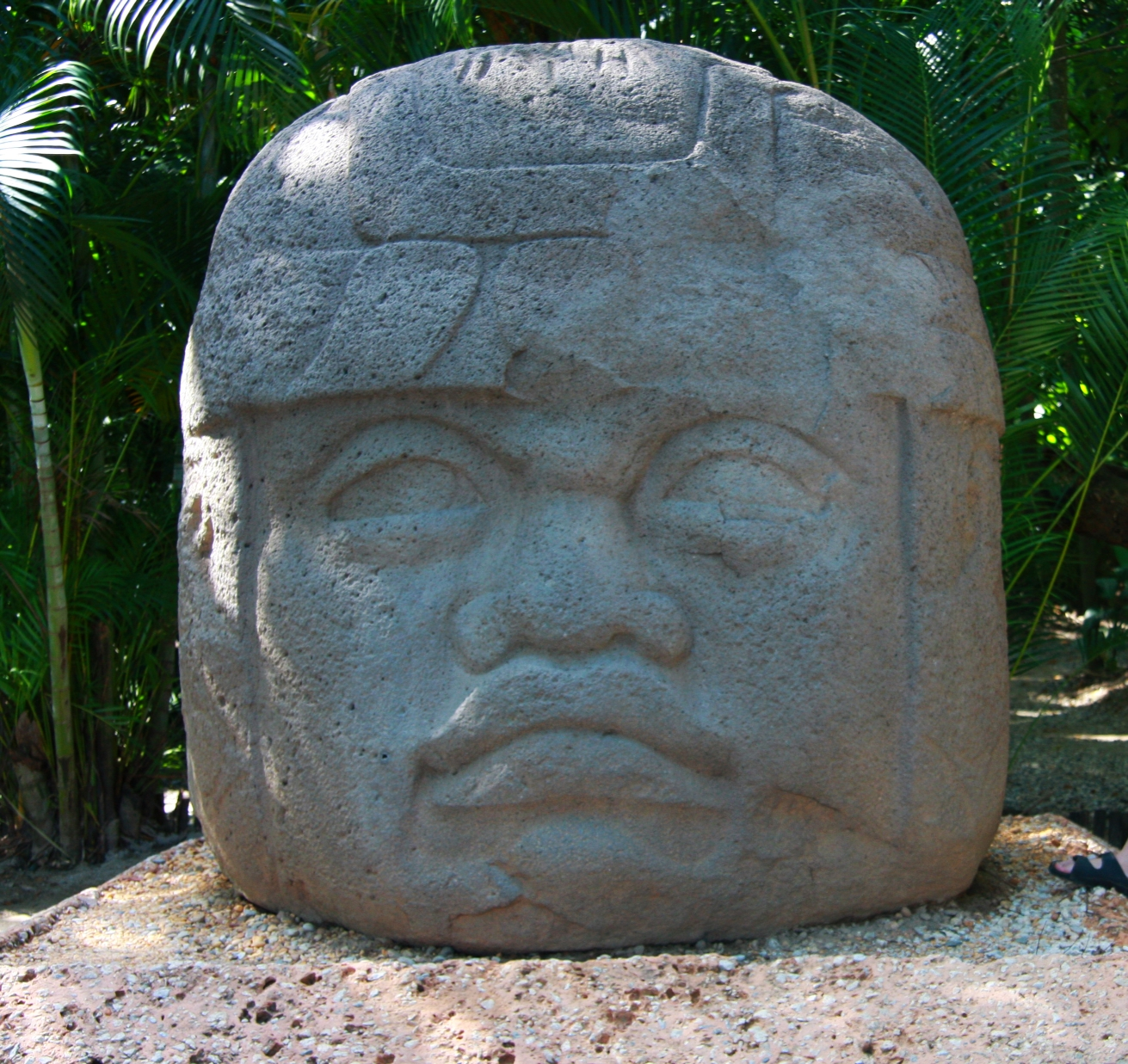
Una delle quattro teste colossali olmeche a La Venta.

Gli Olmechi erano un'antica civiltà precolombiana che viveva nell'area tropicale dell'odierno Messico centro-meridionale, approssimativamente negli stati messicani di Veracruz e Tabasco sull'Istmo di Tehuantepec. La civiltà olmeca fiorì durante il periodo formativo (pre-classico) mesoamericano (vedi Cronologie mesoamericane), estendentesi approssimativamente dal 1400 a.C. al 400 a.C. Gli Olmechi costituirono la prima civiltà mesoamericana e stabilirono le fondamenta delle culture successive. Esistono prove che gli Olmechi praticassero il sacrificio umano e praticassero un primitivo gioco con la palla (vedi Gioco della palla centroamericano), caratteristiche di tutte le successive culture. L'influenza culturale olmeca fu molto ampia, tanto che opere d'arte di questa civiltà sono state trovate anche a El Salvador. Questo popolo ebbe il predominio nella sua area da circa il 1200 a circa il 400 a.C. e da molti è considerata la cultura madre di tutte le successive civiltà mesoamericane.
Il cuore del territorio olmeco (la cosiddetta area nucleare olmeca) è caratterizzato da pianure alluvionali, costellate da creste di basse colline e da vulcani. Le Montagne Tuxtlas vanno a nord, lungo la baia di Campeche. Fu proprio qui che gli olmechi costruirono complessi templari, fra cui: San Lorenzo Tenochtitlán, La Venta, Tres Zapotes, Laguna de los Cerros e La Mojarra. La loro influenza si estese dagli altopiani alla costa del Pacifico, vicino all'odierno Guatemala (come dimostrano i ritrovamenti di divinità olmeche).
Questa civiltà emerse e dominò tra il 1200 e il 400 a.C. e sembra che sia stata anche la prima civiltà mesoamericana a sviluppare un sistema di scrittura, anche se non ne sono ancora stati trovati esempi. Attualmente si dibatte se i simboli trovati nel 2002 e datati 650 a.C. siano o meno una forma di scrittura olmeca precedente a quella zapoteca, datata intorno al 500 a.C. Ci sono anche altri geroglifici successivi, conosciuti come Epi-Olmechi, cioè post-olmechi: e se alcuni ritengono che questo epi-olmeco potrebbe essere una traslitterazione scritta che si colloca tra un precedente e sconosciuto sistema di scrittura olmeca e la scrittura dei maya, la questione resta comunque irrisolta e aperta. In ogni caso il nome epi-olmeco è da alcuni studiosi definito improprio: la linguista Silvia Ferrara propone il nome di scrittura istmiana, con preciso riferimento alla sua provenienza geografica, l'istmo di Tehuantepec.
Le caratteristiche e le tematiche della loro religione si svilupparono anche in seguito nelle altre culture dell'area; stessa cosa accadde per la struttura fortemente gerarchica e verticistica delle loro città-stato.

## Etimologia del nome
Il termine "olmechi" significa la gente della gomma in nahuatl, lingua con cui gli aztechi indicavano la popolazione di quest'area che cadde sotto il loro controllo. In effetti in quest'area si estraeva il lattice dalla Castiglia elastica, un tipo di albero della gomma presente nella zona e utilizzato in diversi modi. Non si sa se questo popolo si definisse col termine di olmechi, mentre alcune successive fonti mesoamericane sembrano riferirsi a loro con il termine di Tamoanchan. Gli studiosi concordano quasi del tutto sul fatto che gli olmechi parlassero una lingua appartenente alla famiglia mixe-zoque, anche se le prove di ciò sono comunque limitate; di fatto la lingua olmeca è sconosciuta dato che non esistono persone che la parlano.

## Storia
La storia olmeca si suddivide in tre periodi:
- Cultura di San Lorenzo Tenochtitlán, dal 1200 a.C. al 900 a.C.: fu da questa zona che cominciarono ad emergere le caratteristiche di questa civiltà, la cui ascesa fu probabilmente favorita dalle pianure alluvionali dell'area che favorirono un'elevata produzione di mais (situazione dunque analoga a quella vissuta in Mesopotamia o in Egitto). Si discute se l'alta concentrazione di popolazione a San Lorenzo incoraggiò la nascita e lo sviluppo di un'élite che alla fine portò gli olmechi a dominare e che fu alla base dello sviluppo di una cultura materiale raffinata, che avrebbe fatto venire anche da lontano i materiali necessari a soddisfare i propri bisogni, segno questo dell'esistenza di un'ampia e sviluppata rete commerciale.
- Cultura di La Venta dal 900 a.C. al 400 a.C.: San Lorenzo fu abbandonato attorno al 900, più o meno attorno al periodo in cui acquistò importanza il centro di La Venta. Alla base di questo spostamento potrebbero esserci stati cambiamenti ambientali, che provocarono anche il cambiamento del corso di alcuni importanti fiumi. La distruzione di molti monumenti a San Lorenzo attorno al 950 a.C. potrebbe essere spiegata con una ribellione interna o con un'invasione dall'esterno.[5] Comunque, La Venta fu il più importante centro olmeco fino al 400 a.C. circa. Durante questo periodo, la grande piramide e diversi complessi cerimoniali furono costruiti in questo centro. Sebbene attorno al 400 il centro di La Venta avesse esaurito il suo ruolo, l'importanza dei complessi cerimoniali sembra essere durata più a lungo all'interno della cultura olmeca.
- Cultura di Tres Zapotes dal 400 a.C. al 200 a.C.: non si sa con certezza cosa accadde agli olmechi. Il sito di Tres Zapotes continuò a essere occupato anche dopo il 400, ma senza i tipici segni della cultura olmeca. Alcuni studiosi hanno definito questo periodo cultura Epi-Olmeca, che ha elementi simili a quelli riscontrabili a Izapa (a sud-est di Tres Zapotes). Un centinaio di anni dopo l'abbandono delle ultime città olmeche, altre culture si erano già saldamente insediate in quell'area, come quella maya a est e quella zapoteca a sud-ovest.

## Storia delle ricerche sugli Olmechi
La cultura degli Olmechi era sconosciuta agli storici fino alla seconda metà del XIX secolo. Nel 1862, il viaggiatore messicano María Melgar y Serrano scopre fortuitamente, a Hueyapan (Veracruz), il primo monumento olmeco: una testa colossale. Negli anni 1920, Frans Blom dell'università di Tulane scopre il sito archeologico di La Venta (Tabasco), ma attribuisce erroneamente le rovine ai Maya. Alla fine degli anni trenta, l'archeologo nordamericano Matthew Stirling, dell'istituzione Smithsonian di Washington, conduce i primi scavi dettagliati di alcuni fra i più importanti siti olmechi della costa del Golfo. Durante gli anni quaranta, Miguel Covarrubias e Alfonso Caso affermano che la civiltà olmeca è antica e costituisce la cultura madre dei popoli mesoamericani. A partire dagli anni 1950, l'antichità degli Olmechi è stata confermata grazie alle datazioni al carbonio-14.
Se per la maggior parte degli studiosi come Michael D. Coe o Richard Diehl, la cultura olmeca è originaria della costa del Golfo, per la scuola francese promossa da Christine Niederberger e sviluppata in particolare da Caterina Magni, la civiltà olmeca appare come un insieme multi-etnico e pluri-linguistico che si estende sulla maggior parte della Mesoamerica (dal 1200 a.C. al 500 a.C.). La presenza degli Olmechi è attestata in Messico, mentre al di là delle frontiere messicane le prove di una loro presenza sono reperibili in: Guatemala, Belize, Salvador, Honduras, Nicaragua e Costa Rica. Fra i centri di maggiore importanza si possono menzionare: San Lorenzo Tenochtitlán (Veracruz), La Venta (Tabasco), Chalcatzingo (Morelos), Teopantecuanitlán (Guerrero), Takalik Abaj in Guatemala e Zazacatla.

## Cultura olmeca

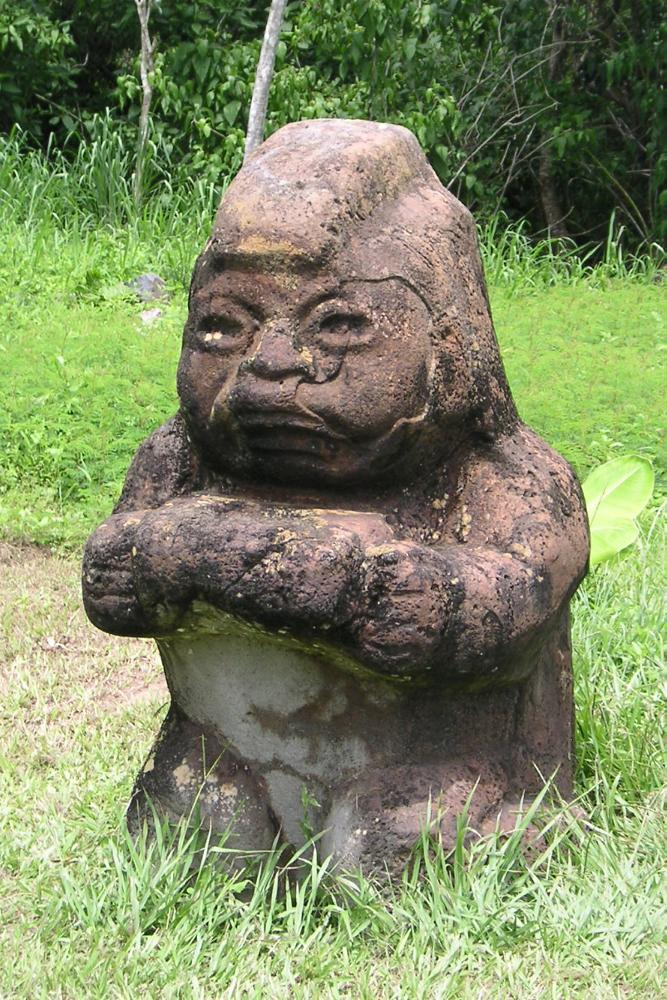
Grande madre, monumento 5 a La Venta (riproduzione).

L'arte olmeca consiste sia in sculture statuarie sia in piccole sculture in verde. Gran parte di quest'arte è altamente stilizzata e utilizza un'iconografia dai forti significati religiosi. Tuttavia una certa arte è sorprendentemente naturalistica, riproducendo con grande esattezza i dettagli dell'anatomia umana come solo quella maya, nel suo periodo più fulgido, fece nell'ambito delle civiltà precolombiane. Oltre ai soggetti umani, sono molto rappresentati anche gli animali. La ceramica olmeca era prodotta in forni capaci di superare i 900 °C (altra cultura antica capace di ciò era quella egizia).
Forse la forma artistica olmeca meglio nota è quella delle grandi teste monumentali, su cui a tutt'oggi si discute molto. Per alcuni rappresenterebbero giocatori di palla o famosi re vestiti e attrezzati per giocare. Le dimensioni e il peso delle teste variano da caso a caso e queste potrebbero, secondo Grove, essere simboli di singoli individui o di interi gruppi. Erano intagliate in singoli blocchi o massi di basalto vulcanico, estratti nelle montagne Tuxtlas e probabilmente trasportate su grandi zattere dalla cava di Llano del Jicaro alle loro destinazioni finali. Si discute se le mutilazioni e le offese varie subite dalle teste dipendano da un qualche rituale o da ribellioni o conflitti. Oggi ne esistono ancora 17: dieci a San Lorenzo, quattro a La Venta, due a Tres Zapotes e una a Rancho la Corbata (che si trova vicino a Tres Zapotes).
Elementi di arte olmeca sono stati trovati anche a centinaia di chilometri dal territorio di questa civiltà:
- Tlatilco e Tlapacoya, centri principali della cultura di Tlatilco nella valle del Messico;
- Chalcatzingo, nella valle del Morelos;
- Teopantecuanitlan, nel Guerrero.

Molte sono le teorie avanzate per spiegare quest'ampia diffusione dello stile olmeco, tra cui quella dell'esistenza di commerci a lunghissimo raggio, quella della colonizzazione olmeca, della dominazione militare, dell'esistenza di maestranze artigiane olmeche itineranti o della consapevole imitazione di quest'arte da parte di altre culture.

## Religione
La mitologia olmeca influenzò in maniera significativa lo sviluppo sociale e culturale del mondo mesoamericano. Non esistono testimonianze dirette delle credenze olmeche (come invece ci sono per i Maya Quiché, che hanno lasciato il libro noto come Popol Vuh), ma gli elementi dell'arte di questo popolo, comparati con le meglio note credenze di popoli successivi, possono aiutare a far luce su questo aspetto. La religione olmeca è accostata a quella dei Maya: un sistema politeistico in cui gli dei più importanti erano il dio-giaguaro (da cui sarebbe disceso il popolo olmeco), Kukulkan (serpente alato), il Dio della pioggia, il Dio del sole e il Dio del mais, il cui culto era affidato a sacerdoti che praticavano riti propiziatori con sacrifici umani.

## La fine della civiltà
Enigmatiche restano anche le cause del loro declino e della loro scomparsa: è probabile che la civiltà fosse stata conquistata e inglobata dalle culture successive, infatti sembra strano che i conquistadores spagnoli dei secoli successivi non menzionino per nulla questa civiltà e neppure le sue città.

## Galleria d'immagini del Museo de Sitio de La Venta

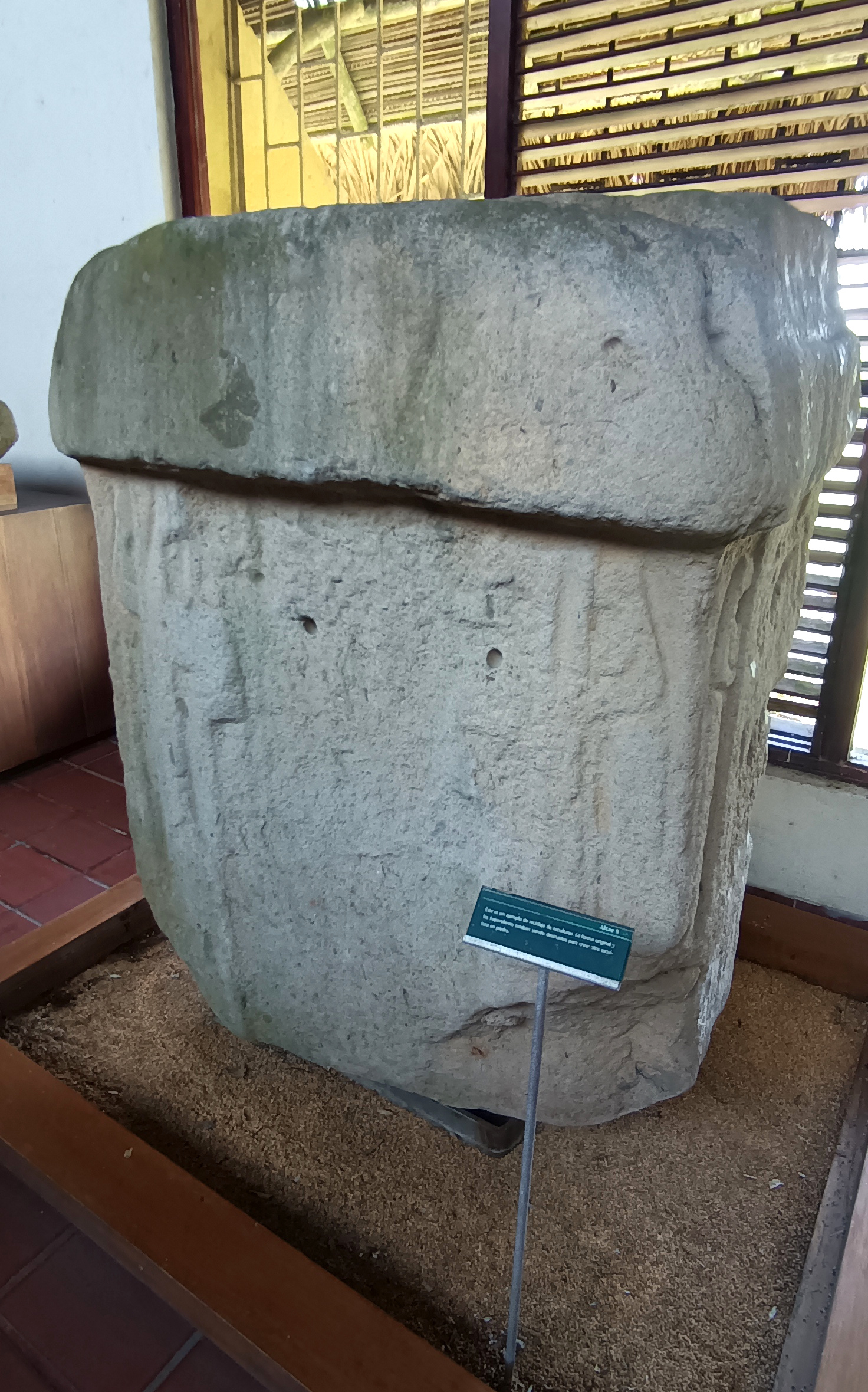
Altare 8
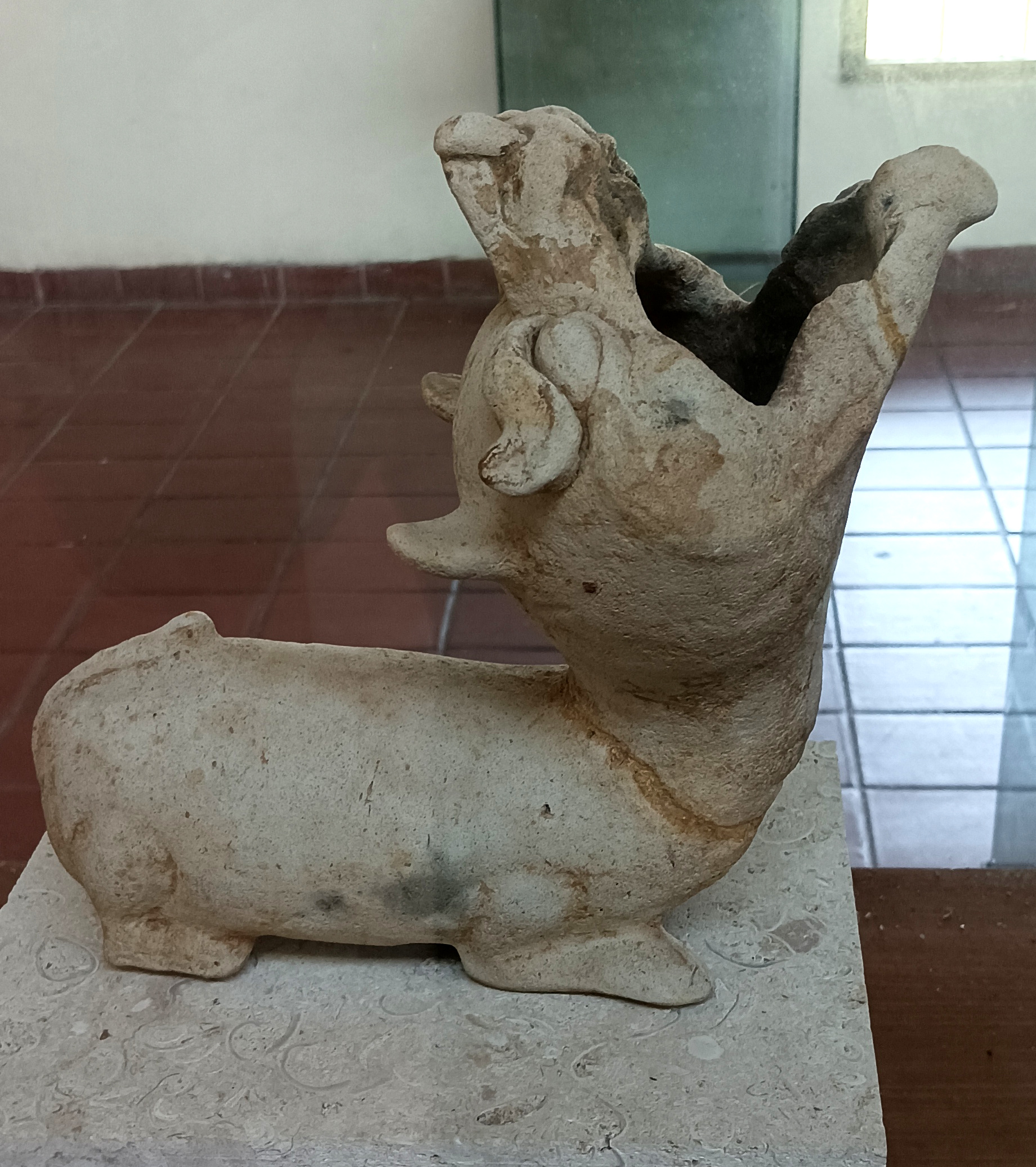
Figurina zoomorfa olmeca, probabilmente un incensiere
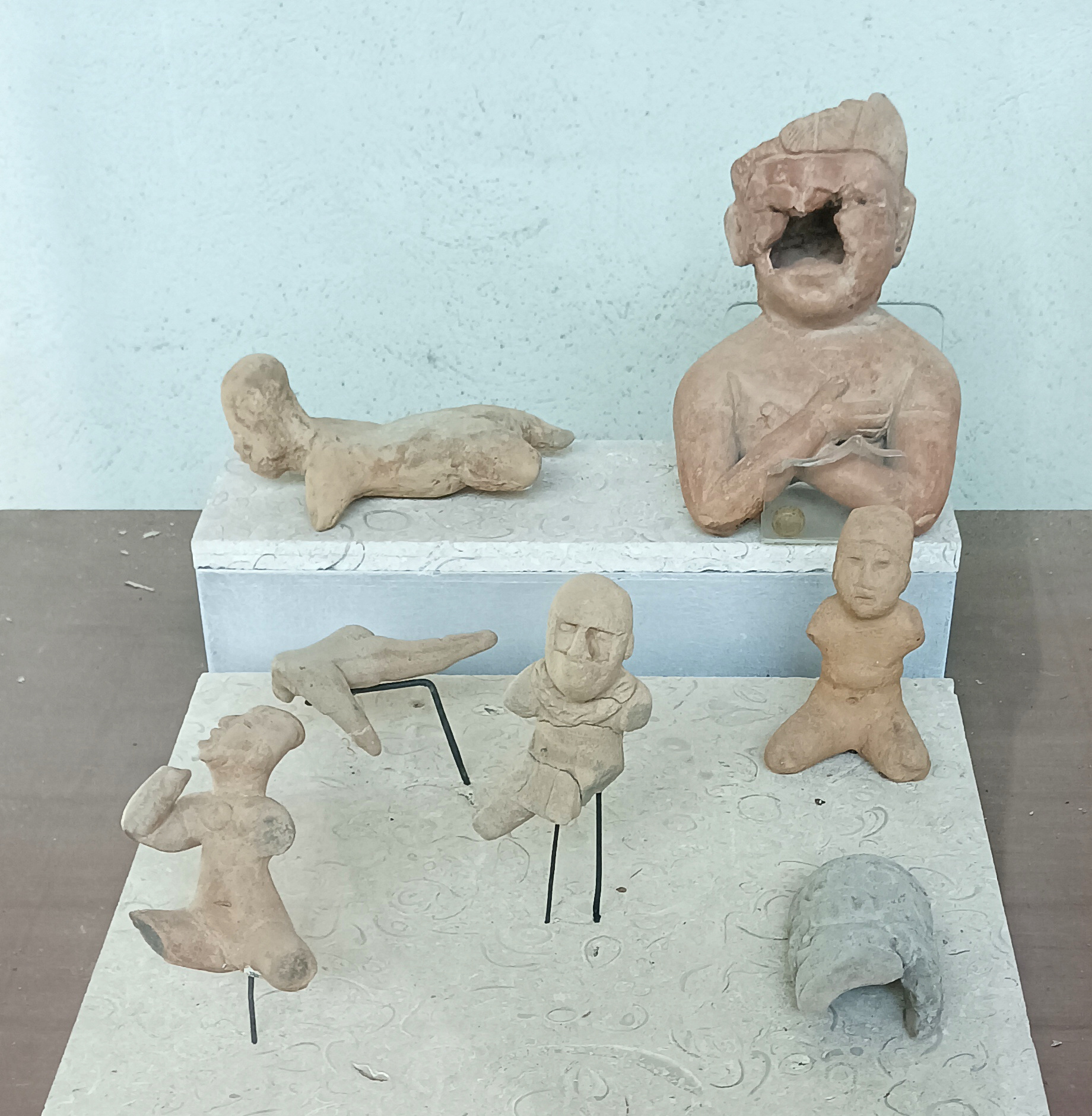
Figurine antropomorfe olmeche
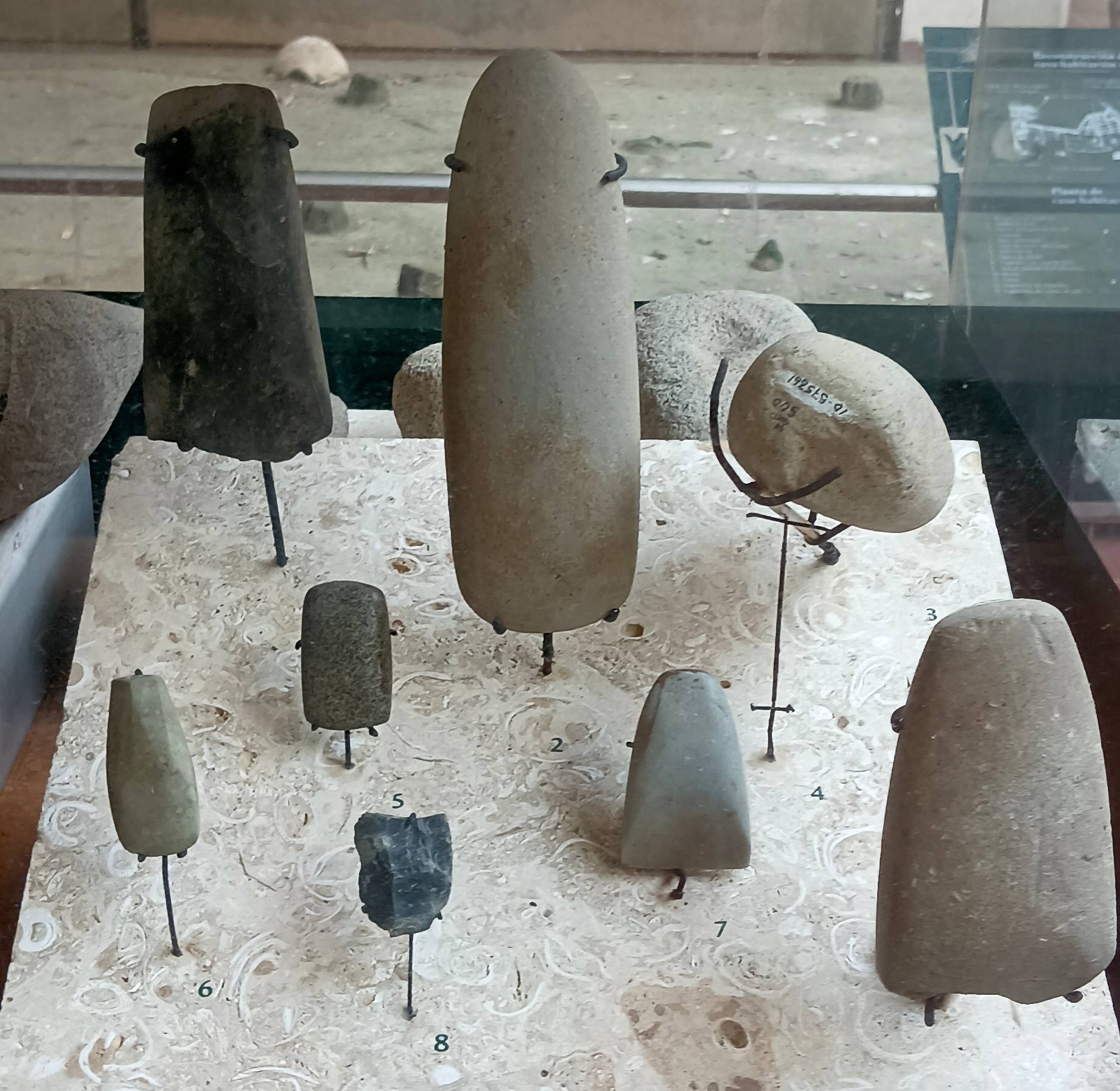
Collezione di asce di pietra e altri strumenti da taglio
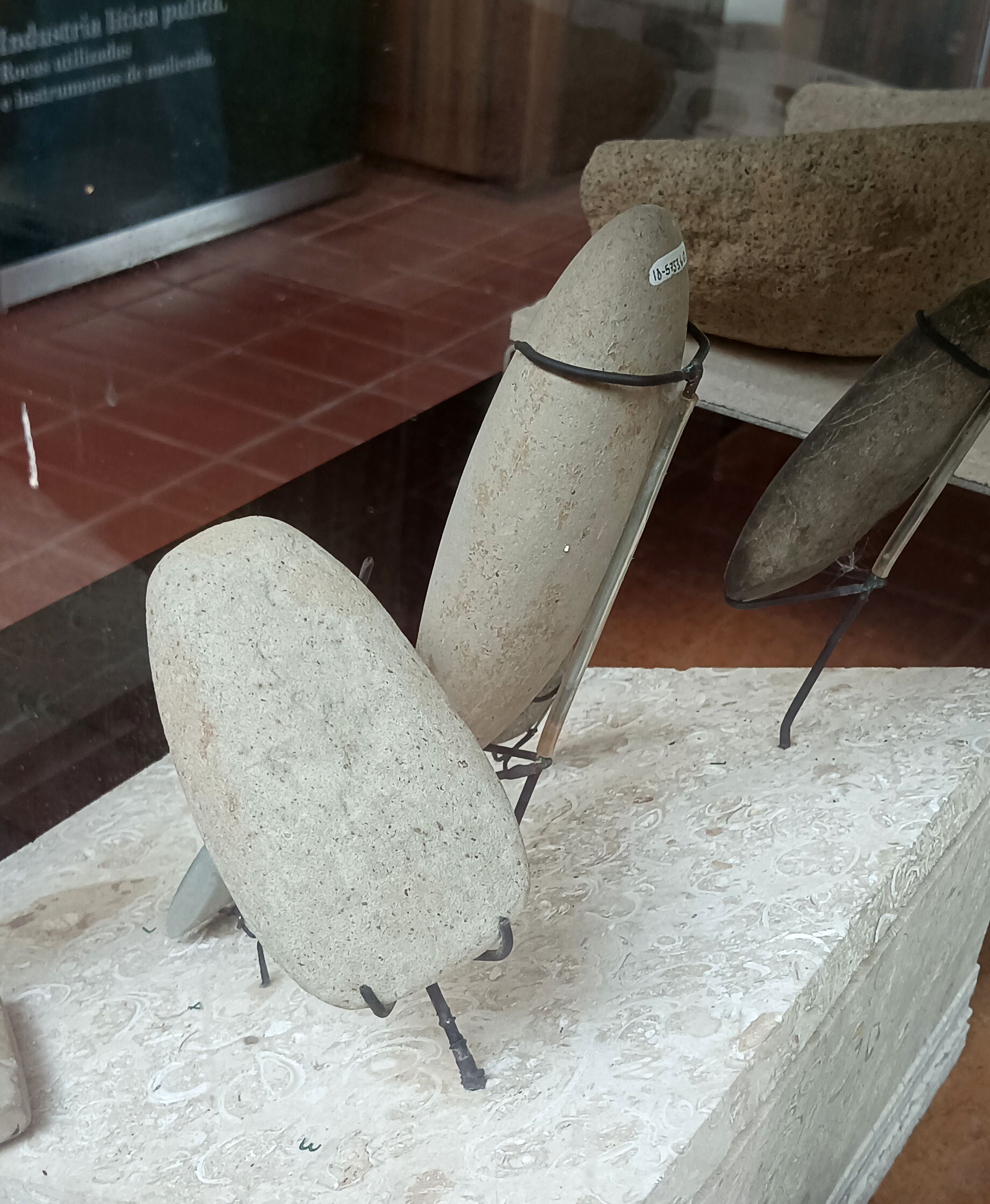
Collezione di asce di pietra
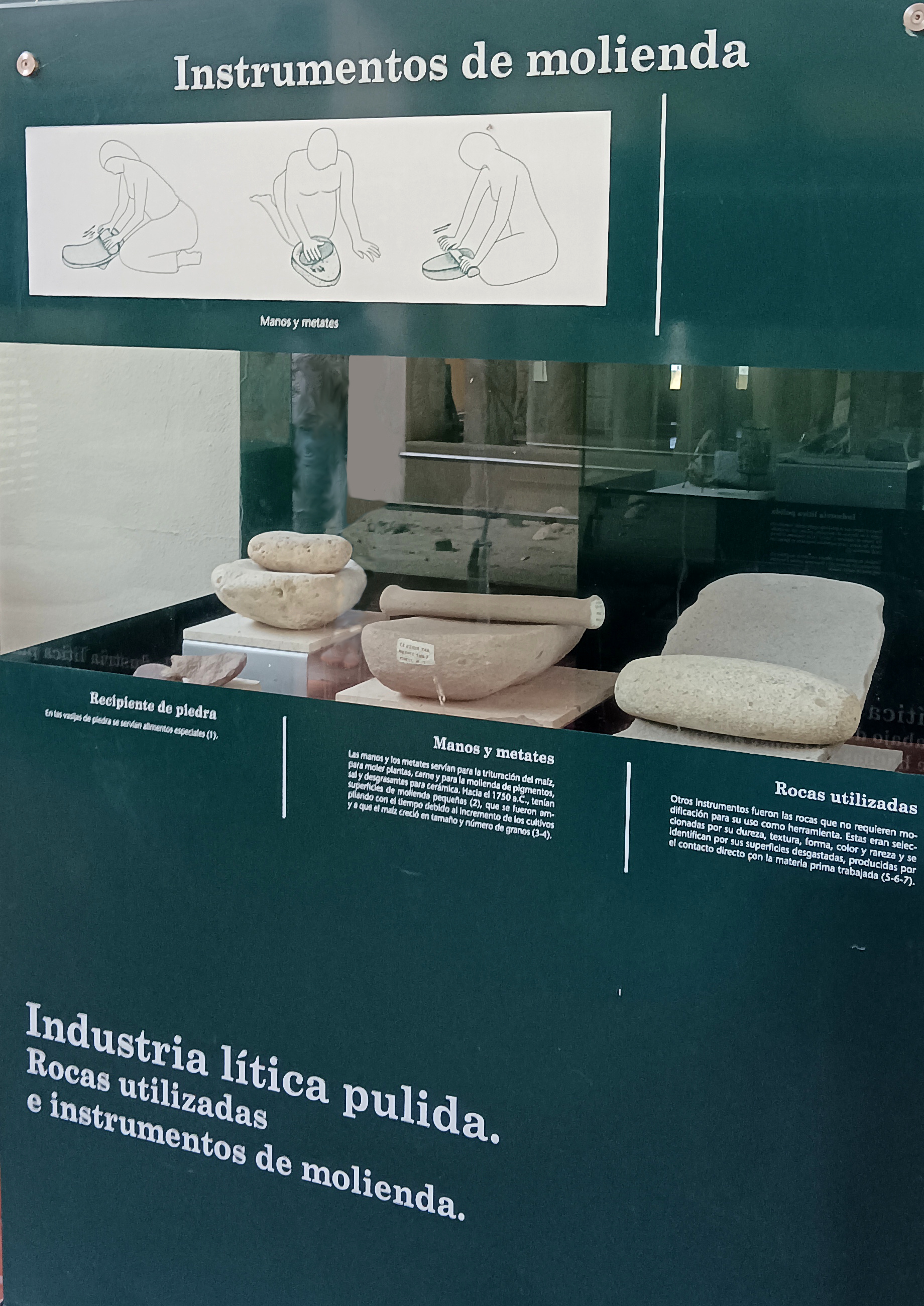
Collezione di metati e strumenti per la macinazione
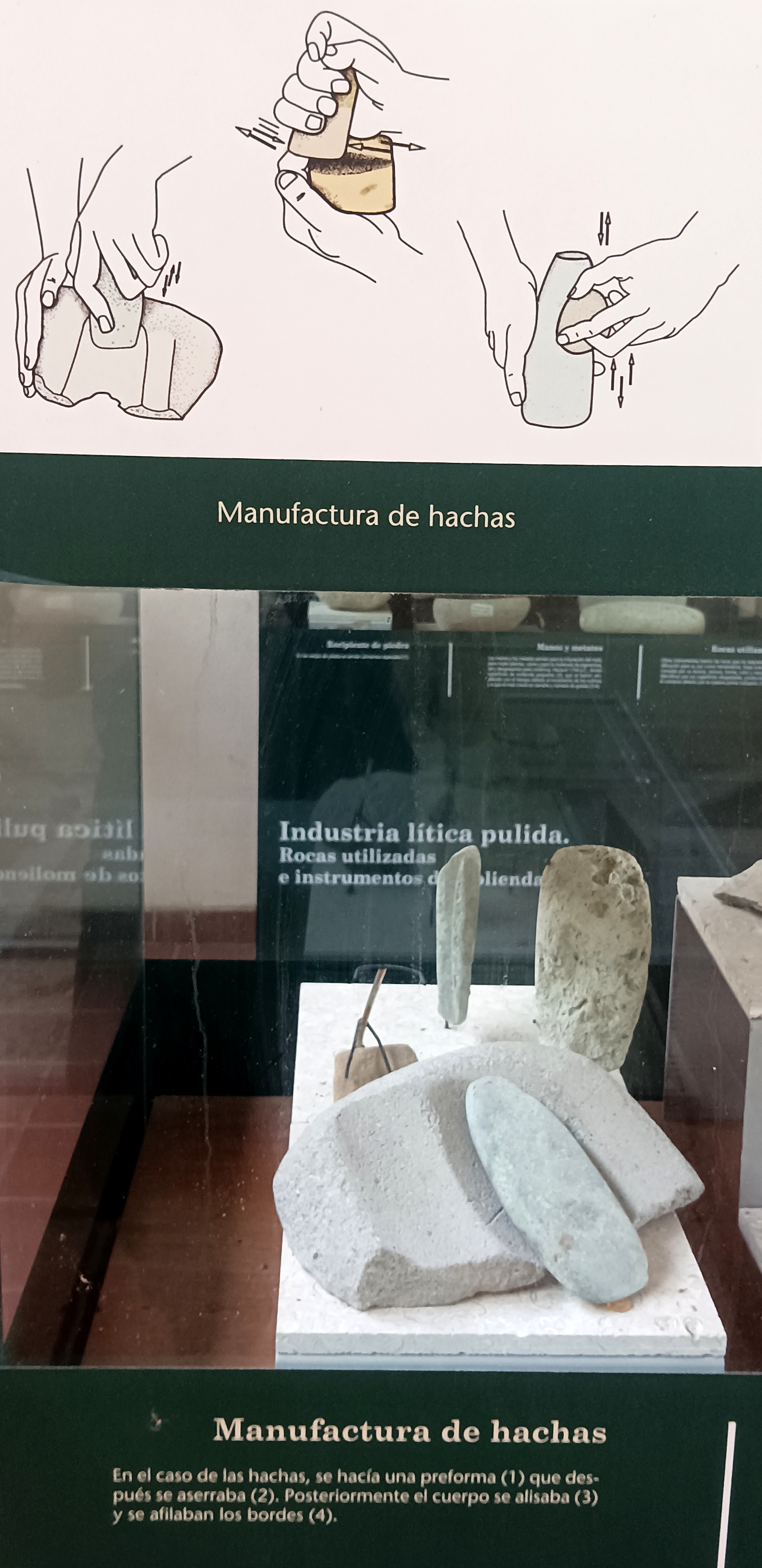
Spiegazione della fabbricazione delle asce di pietra
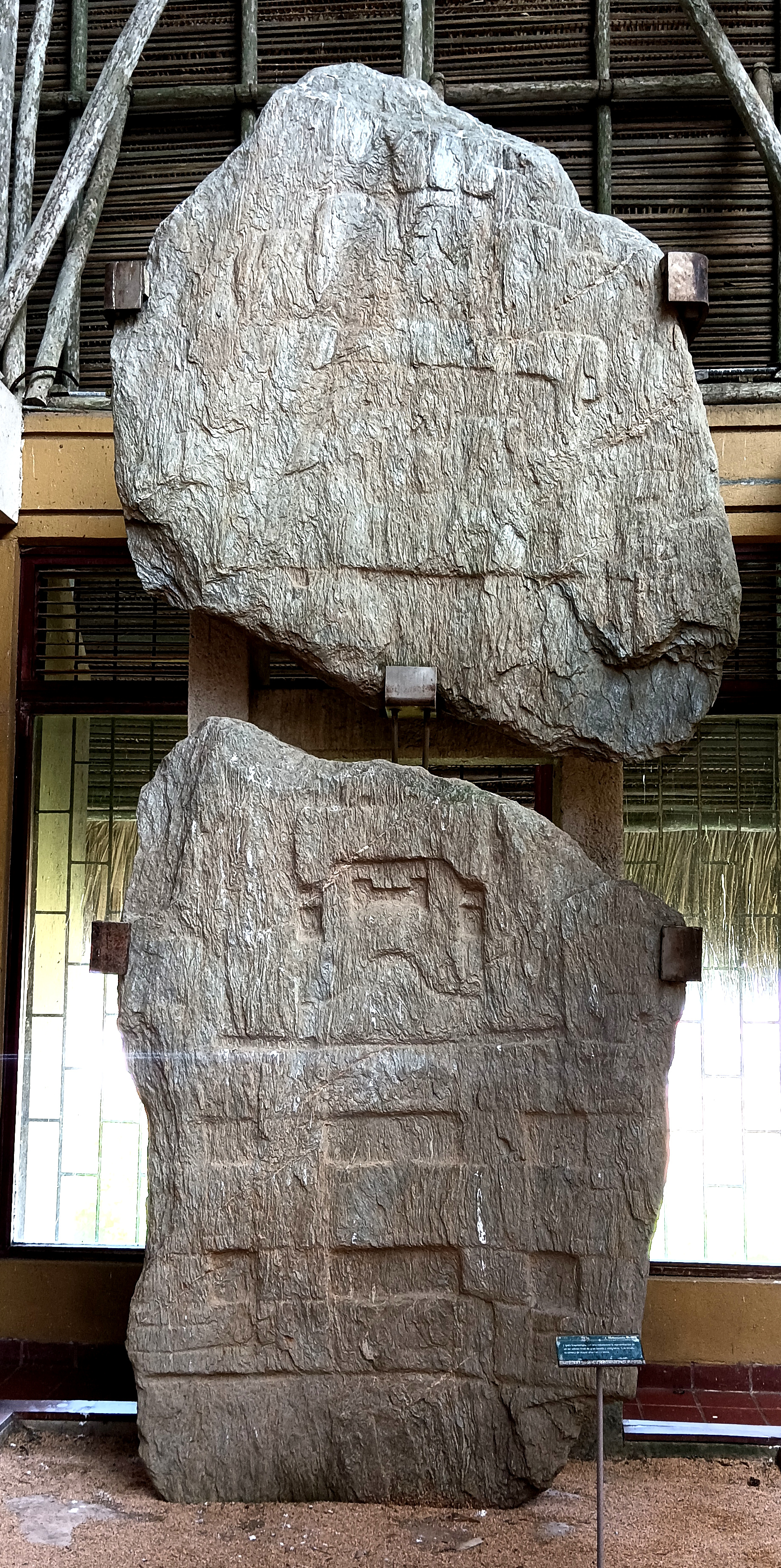
Monumento 25-26
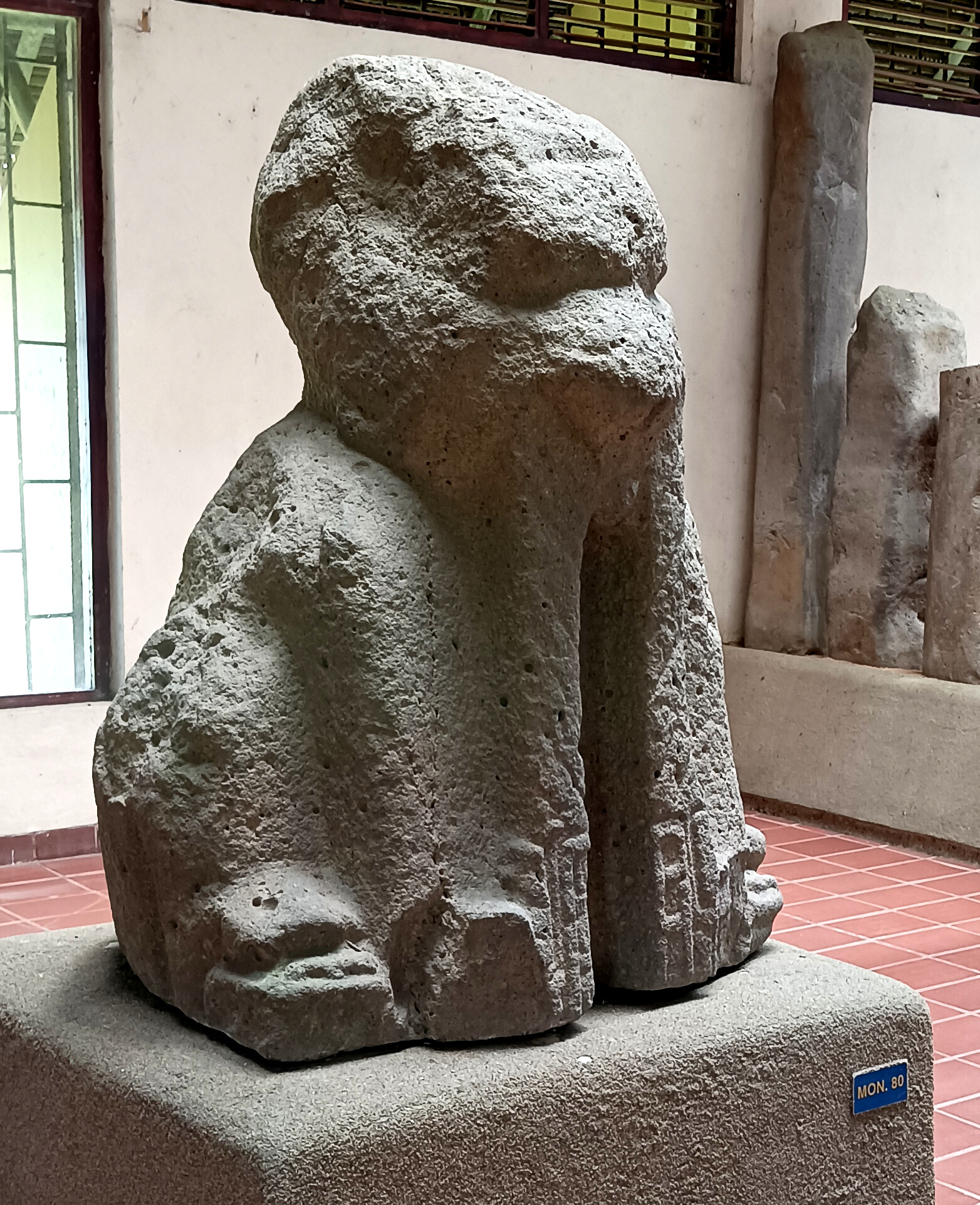
Monumento 80
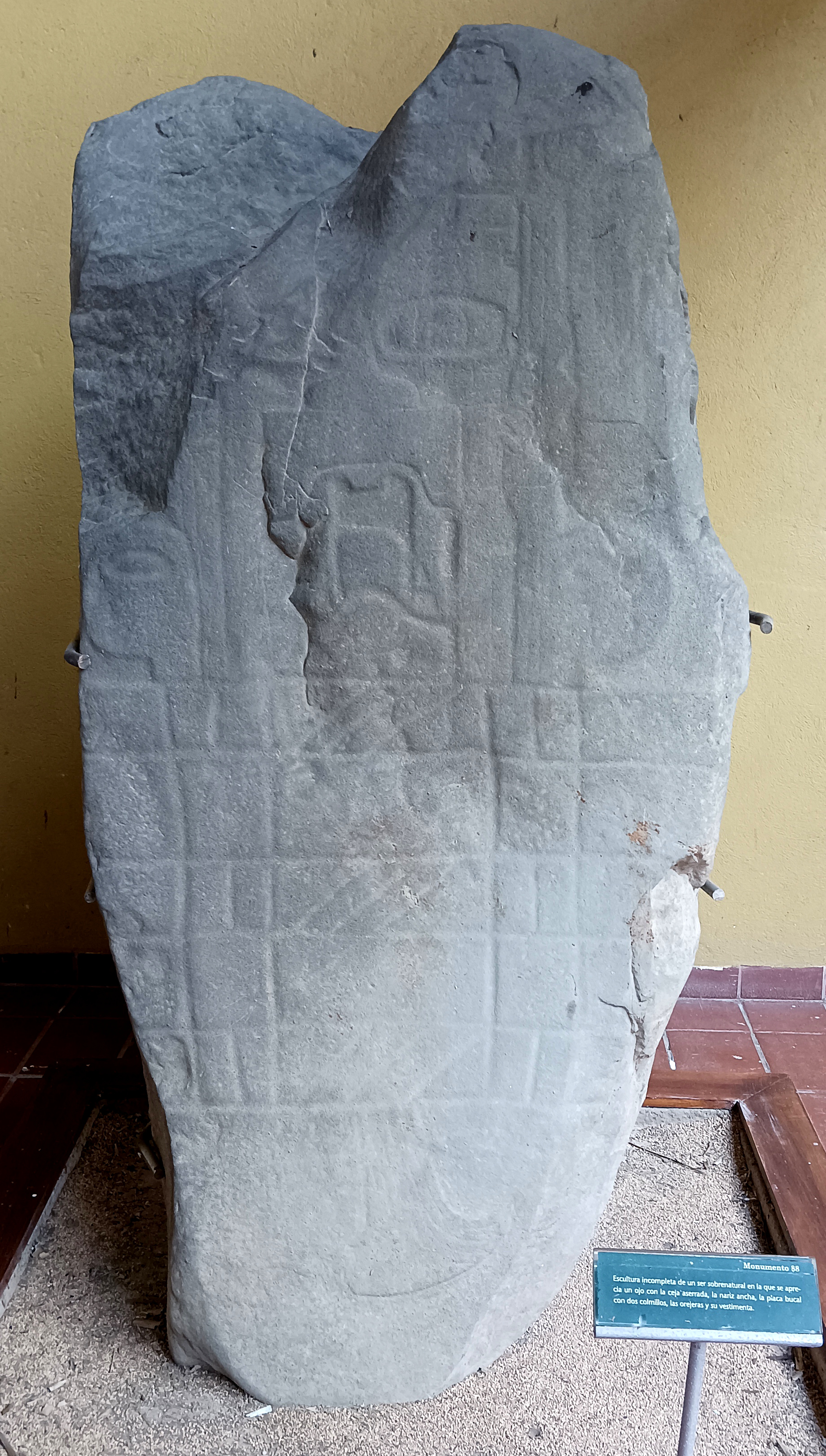
Monumento 88
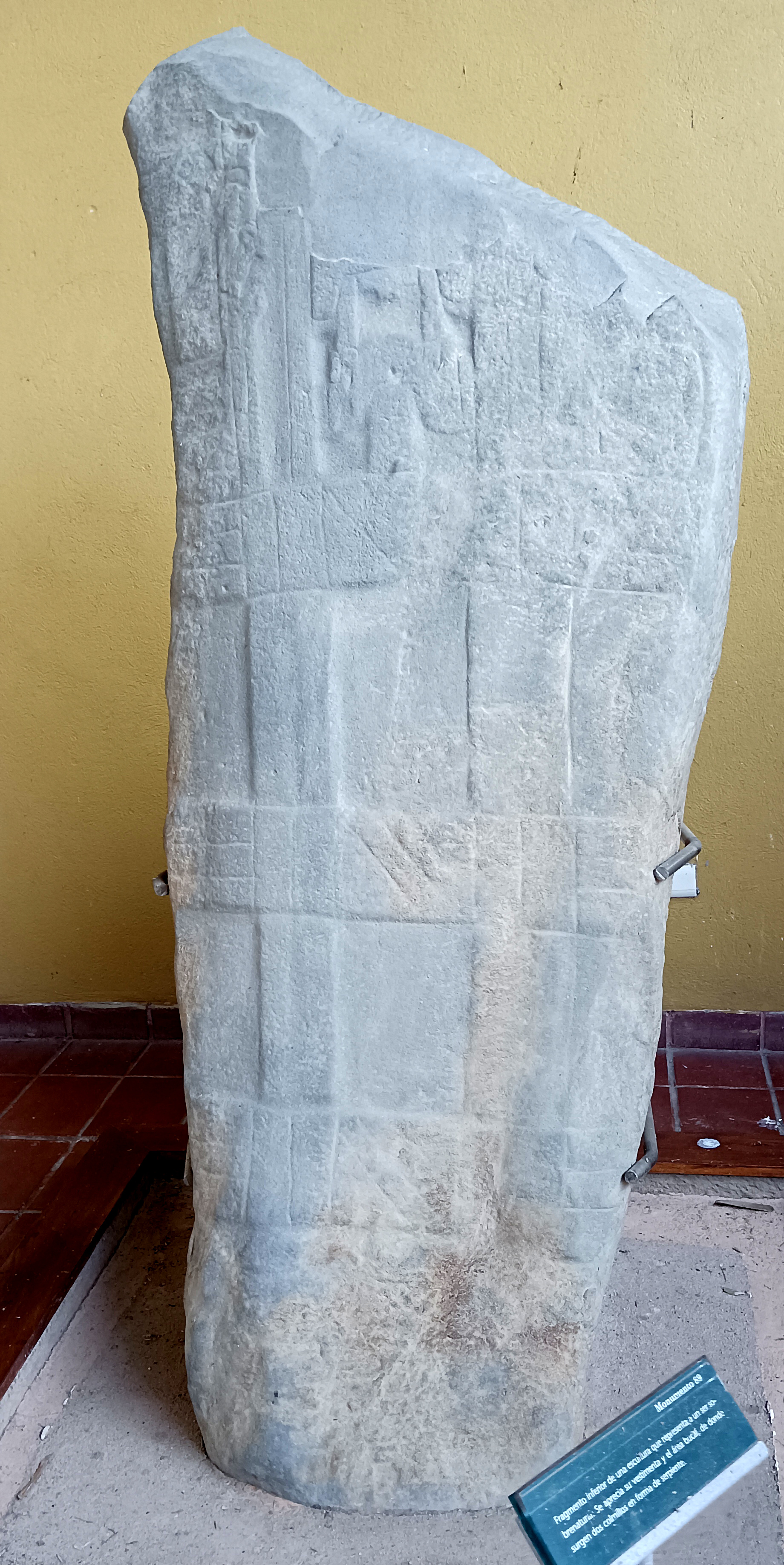
Monumento 89
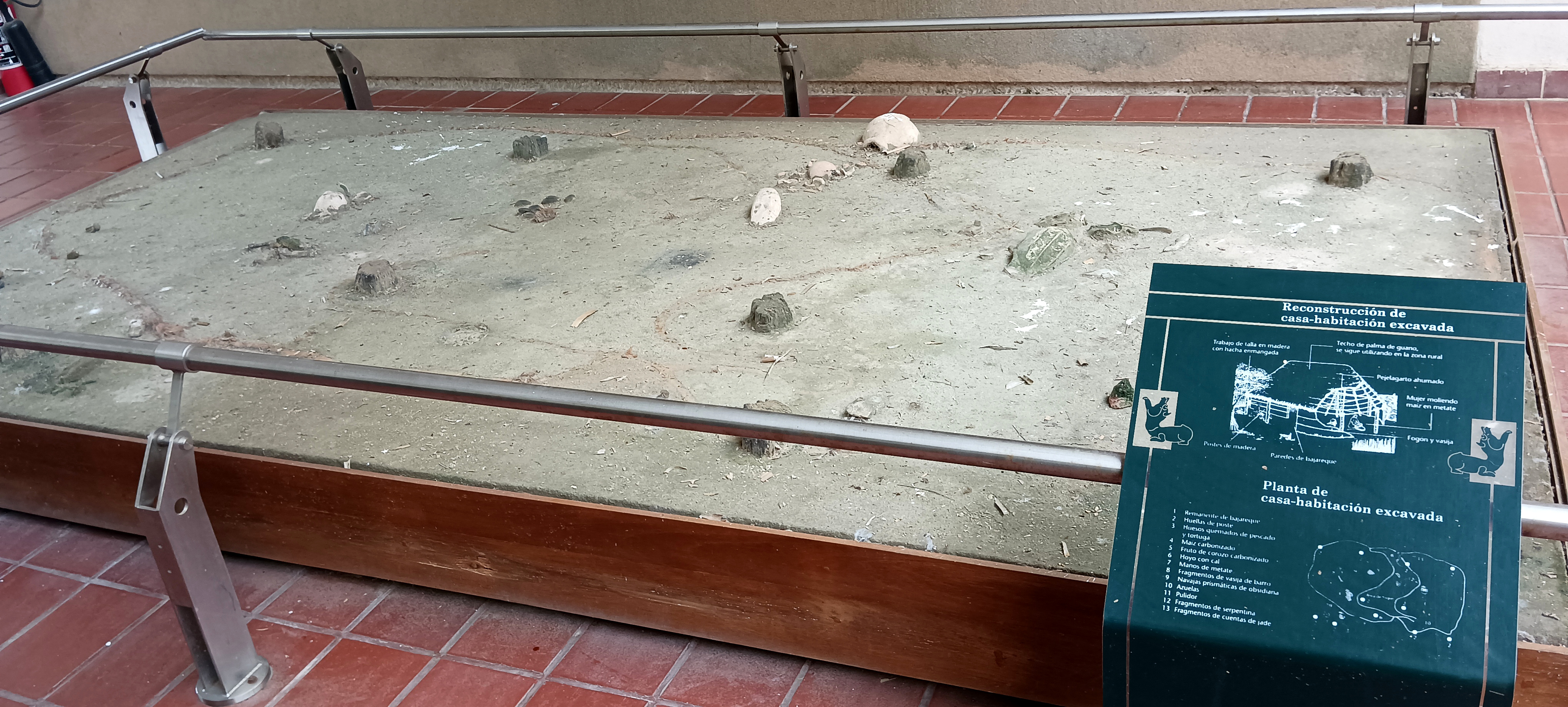
Ricostruzione della pianta di un'abitazione olmeca
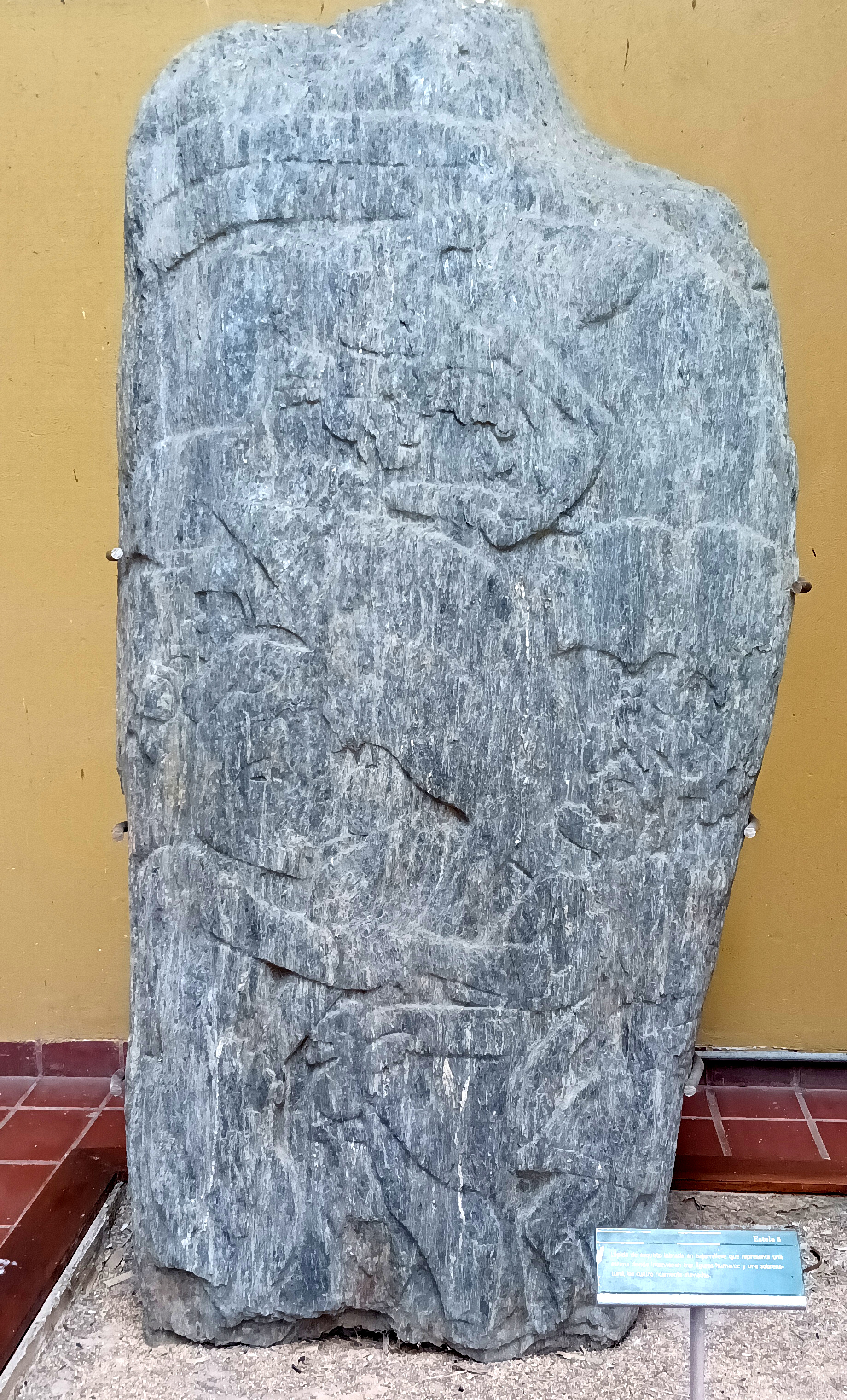
Stele 5, realizzata in serpentina